# Suzeranitate
Suzeranitatea include drepturile și obligațiile unei persoane, ale unui stat sau ale unei alte entități politice care controlează politica externă și relațiile unui stat tributar, dar îi asigură autonomie internă. Atunci când partea subordonată este denumită vasal, stat vasal sau stat tributar, partea dominantă se numește suzeran. Drepturile și obligațiile unui vasal se numesc vasalitate, iar cele ale unui suzeran se numesc suzeranitate.
Suzeranitatea diferă de suveranitate prin faptul că puterea dominantă permite statelor tributare să fie tehnic independente, sau să se bucure doar de o auto-guvernare limitată. Deși această situație a existat în numeroase imperii istorice, se consideră dificil de reconciliat cu conceptele de drept internațional din secolele al XX-lea și al XXI-lea, în care suveranitatea este un concept binar, care există sau nu. Deși un stat suveran poate accepta prin tratat să devină un protectorat al unei puteri mai puternice, dreptul internațional modern nu recunoaște nicio modalitate de a face această relație obligatorie pentru puterea mai slabă. Suzeranitatea este o situație practică, de facto, mai degrabă decât una legală, de jure.
Exemple actuale includ Bhutan și India. India se ocupă de instruirea militară, aprovizionarea cu arme și de apărarea aeriană a Bhutanului.

## China imperială
Sistemul tributar al Chinei, cunoscut și sub denumirea de sistem Cefeng, a fost o rețea de relații internaționale informale, centrate pe China, care a facilitat comerțul și relațiile externe prin recunoașterea rolului predominant al Chinei în Asia de Est. Acesta a implicat multiple tipuri de relații—de la comerț și forță militară până la diplomație și ritual. Statele tributare trebuiau să trimită, conform unui program, un trimis la China, care se apleca (kowtow) în fața împăratului chinez ca semn de tribut și recunoaștere a superiorității sale. În acest mod, celelalte țări adoptau ritualurile formale chineze pentru a menține pacea cu un vecin mai puternic și pentru a putea beneficia, în anumite condiții, de asistență diplomatică sau militară. Totodată, actorii politici din cadrul acestui sistem erau în mare parte autonomi și, în majoritatea cazurilor, practic independenți.
Termenul „sistem tributar”, așa cum se aplică în cazul Chinei, este o invenție occidentală. Nu exista un termen echivalent în lexiconul chinez care să descrie ceea ce astăzi am considera „sistem tributar”, și nici nu a fost conceput ca o instituție sau sistem. John King Fairbank și Teng Ssu-yu au creat teoria „sistemului tributar” într-o serie de articole publicate la începutul anilor 1940 pentru a descrie „un set de idei și practici dezvoltate și perpetuate de conducătorii Chinei de-a lungul multor secole.” Modelul lui Fairbank prezintă sistemul tributar ca o extensie a ordinii sociale confucianiste, ierarhice și neegalitare. Cu cât actorii erau mai confuciani, cu atât erau mai predispuși să participe în acest sistem.
În practică, comportamentele colectiv percepute ca un sistem tribut – implicând schimbul de tributuri și cadouri în schimbul unei supuneri simbolice – au fost formalizate abia în primii ani ai dinastiei Ming. Membrii sistemului tribut erau practic autonomi și își urmau propriile agende, în ciuda faptului că plăteau tribut; aceasta a fost situația în cazul Japoniei, Coreei, Ryukyu și Vietnamului. Influența chineză asupra statelor tributare era aproape întotdeauna de natură non-intervenționistă, iar aceste state „în mod normal nu puteau conta pe asistență militară din partea armatelor chineze în cazul unei invazii.”.
Sistemul tributar chinez a fost dat peste cap în secolele al XIX-lea și al XX-lea ca urmare a colonialismului occidental și japonez. Japonia a preluat Coreea și Insulele Ryukyu, Franța a ocupat Vietnam, iar Marea Britanie a preluat Burma Superioară.
Încă din perioada colonială, Marea Britanie a considerat Tibetul ca fiind sub suzeranitatea Chinei, însă în 2008, secretarul britanic de externe David Miliband a numit acest termen un „anachronism” într-o declarație și a recunoscut Tibetul ca parte a Chinei.

## Israelul antic și Orientul Apropiat
Tratatatele de suzeranitate și acordurile similare dintre statele din Orientul Apropiat erau destul de răspândite în perioada premonarhică și în timpul monarhiei în Israelul antic. Hitiții, egiptenii și asirienii au fost suzerani asupra israeliților și altor regate tribale din Levant între anii 1200 și 600 î.Hr. Structura legii legământului evreiesc era similară cu forma hitită a suzeranității.
Fiecare tratat începea, de obicei, cu o „Identificare” a suzeranului, urmată de un prolog istoric care cataloga relația dintre cele două grupuri, „punând accent pe acțiunile binevoitoare ale suzeranului față de vasal”. După prologul istoric urma secțiunea privind stipulațiile, care includea tributuri, obligații și alte forme de subordonare impuse israeliților. Conform modelului hitit, după prezentarea stipulațiilor către vasal, era necesar să se includă o cerere pentru ca exemplare ale tratatului să fie păstrate și citite periodic în întregul regat.
Tratatul prevedea martori divini și pământești care confirmau valabilitatea, încrederea și eficacitatea acordului. Aceasta era legată și de binecuvântările care ar fi urmat respectării tratatului, precum și de blestemele impuse în cazul încălcării acestuia. Pentru neascultare, blesteme erau adresate celor care nu respectau cu strictețe stipulațiile tratatului.

### Forma tratatului de suzeranitate hitit
Mai jos este un model de tratat de suzeranitate hitit.
- Preambul: Identifică părțile implicate în tratat, autorul, titlul suveranului și, de obicei, genealogia acestuia. De regulă, se pune accent pe măreția regelui sau a părții dominante.[19]
- Prolog: Enumeră faptele deja îndeplinite de suzeran în favoarea vasalului. Această secțiune descrie relația anterioară dintre cele două grupuri până în acel moment, oferind detalii istorice valoroase pentru cercetători, precum George Mendenhall, care s-a concentrat pe acest tip de legământ în tradițiile israelite.[19] Suzeraul documenta evenimentele anterioare în care a făcut un favor vasalului, scopul fiind de a arăta că partea mai puternică era milostivă și darnică, motiv pentru care vasalul trebuia să respecte stipulațiile tratatului. Această relație era prezentată ca fiind una personală, nu doar politică. Cel mai important aspect al acestei secțiuni era faptul că vasalul se angaja la ascultare viitoare pentru beneficiile primite în trecut, pe care nu le meritase.
- Stipulații: Termenii ce trebuiau respectați de vasal pe durata tratatului; definea obligațiile acestuia și detalia aspectele legale ale acordului.
- Prevederea pentru lectura publică anuală: O copie a tratatului trebuia citită anual în statul vasal pentru reînnoire, informarea publicului asupra obligațiilor și sporirea respectului față de partea suverană, de obicei regele.[19]
- Martori divini ai tratatului: Aceștia includeau, de regulă, zeitățile atât ale suzeranului, cât și ale vasalului, dar puneau un accent special pe zeitățile vasalului.
- Binecuvântări și blesteme: Dacă stipulațiile tratatului erau respectate, vasalul primea binecuvântări; în caz contrar, era supus blestemelor. Acestea erau văzute ca venind de la zei, mai degrabă decât ca pedepse impuse de partea dominantă.
- Masa sacrificială: Ambele părți împărțeau o masă ca simbol al participării lor la tratat.

## India

### Suzeranitatea britanică
Compania Britanică a Indiilor de Est a cucerit Bengalul în 1757 și și-a extins treptat controlul asupra întregii Indii. A anexat multe dintre fostele regate indiene („state”, conform terminologiei britanice), dar a încheiat și alianțe cu altele. Unele state au fost create chiar de Compania Britanică a Indiilor de Est prin acordarea de jagiruri unor aliați influenți.
Statele variau enorm ca dimensiune și influență, de la Hyderabad, care avea o populație de 16,5 milioane de locuitori și un venit anual de 100 de milioane de rupii, până la state mici precum Babri, cu doar 27 de locuitori și un venit anual de 80 de rupii.
Principiul suzeranității britanice (paramountcy) a fost afirmat explicit într-o scrisoare trimisă de Lord Reading către Nizam-ul din Hyderabad, Mir Osman Ali Khan, în 1926:
„ Suveranitatea Coroanei Britanice este supremă în India și, prin urmare, niciun conducător al unui stat indian nu poate revendica în mod justificat dreptul de a negocia cu guvernul britanic pe picior de egalitate. ”
Aceasta însemna că statele indiene erau fie dependențe ale Coroanei, fie protectorate ale guvernului britanic din India. Acestea nu aveau dreptul de a purta război și nici de a întreține relații directe cu state străine. De asemenea, nu beneficiau de o autonomie internă completă. Guvernul britanic putea și chiar intervenea în afacerile interne ale acestor state atunci când erau în joc interesele imperiale sau dacă era considerat necesar pentru asigurarea unei „bune guvernări”. În unele cazuri, guvernul britanic a mers până la destituirea prinților indieni.
Potrivit istoricilor Sugata Bose și Ayesha Jalal, sistemul de paramountcy era doar aparent un sistem de suveranitate limitată. În realitate, acesta funcționa ca un mecanism de recrutare a unei baze de sprijin de încredere pentru statul imperial.
Sprijinul oferit de statul imperial elimina necesitatea ca conducătorii locali să-și caute legitimitatea prin patronaj și dialog cu populațiile lor. Prin guvernarea directă, dar și prin intermediul prinților locali, statul colonial a transformat populația Indiei în supuși, mai degrabă decât în cetățeni.
Legea Guvernării Indiei din 1935 (Government of India Act 1935) prevedea că India urma să devină o federație formată din provincii autonome, echilibrată de statele princiare indiene. Totuși, acest plan nu a fost niciodată realizat.
Condițiile politice din mai multe state princiare erau opresive, ceea ce a dus la apariția unor mișcări politice. Sub presiunea lui Mahatma Gandhi, Congresul Național Indian a hotărât să nu intervină direct, dar a cerut prinților să extindă libertățile civile și să își reducă privilegiile.
Odată cu apropierea independenței Indiei în 1947, guvernatorul general Lord Mountbatten a anunțat că suzeranitatea britanică asupra statelor princiare indiene urma să ia sfârșit. Acestor state li s-a recomandat să adere la unul dintre noile dominions, India sau Pakistan. În acest scop, a fost elaborat un Instrument de Aderare (Instrument of Accession).
Liderii Congresului Național Indian au acceptat acest plan cu condiția ca Mountbatten să se asigure că majoritatea statelor situate pe teritoriul Indiei aderă la Uniunea Indiană. Sub presiunea guvernatorului general, toate statele indiene au aderat la India, cu excepția a două: Junagadh și Hyderabad.

### Sikkim
După obținerea independenței Indiei în 1947, un tratat semnat între Chogyalul din Sikkim, Palden Thondup Namgyal, și prim-ministrul Indiei, Jawaharlal Nehru, a conferit Indiei suzeranitate asupra Regatului Sikkim, în schimbul menținerii independenței acestuia. Această situație a continuat până în 1975, când monarhia sikkimeză a fost abolită, iar Sikkim a fost integrat în India printr-un referendum. Astăzi, Sikkim este unul dintre statele Indiei.

### Lakshadweep
Situat în Marea Arabiei, Lakshadweep este un teritoriu unional al Indiei, aflat în largul coastei statului Kerala, în sud-vestul țării.
Grupul de insule Aminidivi (Amini, Kadmat, Kiltan, Chetlat și Bitra) a intrat sub stăpânirea lui Tipu Sultan în 1787. După al Treilea Război Anglo-Mysore, insulele au trecut sub control britanic și au fost atașate districtului South Canara.
Restul insulelor au devenit un suzeranat al Regatului Arakkal din Cannanore, în schimbul plății unui tribut anual.
După un timp, britanicii au preluat administrarea acestor insule din cauza neplății restanțelor la tribut. Insulele au fost atașate districtului Malabar din Prezidarea Madras (Madras Presidency).
În 1956, prin Legea reorganizării statelor (States Reorganisation Act), aceste insule au fost separate de unitățile administrative de pe continent, formând un nou teritoriu unional, prin reunirea tuturor insulelor.

## Pakistan
Statele princiare ale Rajului Britanic care au aderat la Pakistan și-au menținut suveranitatea, având Guvernul Pakistanului ca suzeran până în diferite perioade:
- Bahawalpur, Khairpur și statele din Baluchistan – până în 1956
- Chitral și statele de frontieră – până în 1969
- Hunza și Nagar – până în 1974

Toate aceste teritorii au fost ulterior integrate complet în Pakistan.
Aceste state erau supuse "paramountcy"-ului Coroanei Britanice, un termen care nu a fost niciodată definit cu exactitate, dar care însemna că statele indiene erau sub suzeranitatea Coroanei Britanice, exercitată prin intermediul Viceregelui Indiei.

## Republica Sud-Africană
După Primul Război al Burilor (1880–1881), Republica Sud-Africană și-a obținut independența, dar sub suzeranitatea britanică.
În timpul celui de-Al Doilea Război al Burilor (1899–1902), Republica Sud-Africană a fost anexată de britanici și transformată în Colonia Transvaal. Aceasta a existat până în 1910, când a devenit Provincia Transvaal în cadrul Uniunii Africii de Sud.

## Imperiul German
În urma Tratatului de la Brest-Litovsk (1918), Imperiul German a obținut o suzeranitate de scurtă durată asupra țărilor baltice: Estonia, Letonia și Lituania.
Au fost create noi monarhii în:
- Lituania, unde Wilhelm Karl, Duce de Urach, a fost desemnat ca rege,
- Ducatul Baltic Unit, care cuprindea teritoriile actuale ale Letoniei și Estoniei, unde Adolf Friedrich, Duce de Mecklenburg-Schwerin, a fost numit conducător.

Acest plan a fost detaliat de general-colonelul Erich Ludendorff, care a scris:
„ Prestigiul german cere să avem o mână protectoare puternică, nu doar asupra cetățenilor germani, ci asupra tuturor germanilor. ”

## Al Doilea Război Mondial
În ciuda ocupației de către puterile Axei, mai multe țări occidentale și asiatice au fost autorizate să-și exercite autoguvernarea. Au fost create mai multe state-marionetă pentru a facilita ocupația, printre care:
- Regimul de la Vichy (Franța) – regim colaboraționist sub conducerea lui Philippe Pétain, controlat indirect de Germania nazistă.
- Manciukuo – stat marionetă în Manciuria, sub conducerea nominală a împăratului Puyi, dar controlat de Japonia Imperială.
- Imperiul Vietnamului – creat în 1945 sub conducerea împăratului Bảo Đại, cu sprijinul japonezilor.
- Statul Independent al Croației – un stat fascist aliat Axei, sub conducerea lui Ante Pavelić și a mișcării Ustașa.
- Republica Lokot – un teritoriu controlat de colaboraționiști ruși în Rusia centrală, sub conducerea lui Konstantin Voskoboinik și mai târziu a lui Bronislaw Kaminski, sprijinind trupele naziste.

## Suzeranitate istorică

### Imperiul Otoman
Imperiul Otoman a menținut suzeranitate asupra numeroaselor state vasale și tributare, care, deși aveau un anumit grad de autonomie, trebuiau să plătească tribut și să recunoască suveranitatea sultanului. Printre acestea se numără:
- Principatul Serbiei – stat vasal otoman până la obținerea independenței în 1878.
- Principatul Samos – stat autonom grecesc sub suzeranitate otomană între 1835 și 1912.
- Statul Creta – autonom sub Imperiul Otoman între 1898 și 1913, înainte de a fi anexat de Grecia.
- Hanatul Crimeii – vasal otoman din 1475 până în 1783, când a fost anexat de Imperiul Rus.
- Republica Septinsulară (1800–1807) – un stat autonom al Insulelor Ionice, sub protecția otomană și influența rusă.
- Principatul Bulgariei – stat vasal otoman din 1878 până la obținerea independenței de facto în 1908.
- Principatul Moldovei – sub suzeranitate otomană din 1538 până în 1859, când s-a unit cu Țara Românească pentru a forma România.
- Republica Ragusa – vasal otoman din 1458 până în 1808, menținând o autonomie largă.
- Principatele Unite ale Moldovei și Țării Românești – suzeranitate otomană asupra Țărilor Române (Moldova și Țara Românească) până în 1878, când România și-a obținut independența.
- Despotatul Serbiei (1427–1459) – ultimul stat medieval sârbesc, vasal otoman până la cucerirea sa completă.
- Principatul Transilvaniei – stat autonom sub suzeranitate otomană între 1571 și 1699.
- Principatul Ungariei Superioare – teritoriu autonom sub control otoman în perioada tulbure a dominației otomane în Ungaria.
- Țara Românească – vasal otoman din 1462, dar cu o autonomie semnificativă, până în 1878, când a devenit parte din România.
- Khedivatul Egiptului – provincie otomană cu un grad mare de autonomie între 1867 și 1914, înainte de a deveni protectorat britanic.
- Vilayetul Tripolitania – provincie otomană în Libia între 1864 și 1911, până la ocupația italiană.
- Eyaletul Tunisului – parte a Imperiului Otoman din 1574, devenind protectorat francez în 1881.
- Regencia din Alger – sub dominație otomană din 1516 până în 1830, când a fost cucerită de Franța.
- Emiratul Muntelui Liban (1516–1840) – entitate autonomă guvernată de dinastia Druze sub suzeranitatea otomană.

### Suzeranitatea Prusiei, Confederației Germane de Nord și Imperiului German
Pe parcursul istoriei sale, Ducatul Prusia, Regatul Prusiei, Confederația Germană de Nord și mai târziu Imperiul German au exercitat suzeranitate asupra mai multor teritorii și state vasale, fie prin alianțe militare, fie prin relații de dependență politică.

#### State și teritorii sub suzeranitatea Prusiei
- Margrafiatul Brandenburg (Brandenburg-Prusia) – entitatea precursoare a Prusiei, condusă de electori din dinastia Hohenzollern.
- Principatul Neuchâtel – teritoriu elvețian care a fost sub suzeranitatea regelui Prusiei între 1707 și 1848.
- Comitatul Stolberg-Wernigerode
  - Comitatul Stolberg-Schwarza (după 1748)
  - Comitatul Stolberg-Gedern (după 1804)
- Marele Ducat de Posen – provincie autonomă creată de Prusia după Congresul de la Viena (1815), menținând o relație ambiguă între Prusia și Polonia.
- Ducatul Saxa-Lauenburg – anexat de Prusia în 1865, după ce a fost sub suzeranitatea Danemarcei.

#### State aliate ale Prusiei în Războiul Franco-Prusac (1870–1871)
Aceste state germane au fost sub suzeranitatea Prusiei în cadrul Confederației Germane de Nord și au participat la unificarea Germaniei sub conducerea prusacă:
- Marele Ducat de Baden
- Regatul Bavariei
- Regatul Württemberg
- Marele Ducat Hessa

#### State sub influența Imperiului German în perioada Primului Război Mondial
După Tratatul de la Brest-Litovsk (1918), Germania a exercitat suzeranitate temporară asupra mai multor teritorii din Europa de Est și Caucaz, prin crearea de state-marionetă sau protectorate:
- Regatul Finlandei – stat marionetă german sub regele Friedrich Karl de Hessa în 1918.
- Ducatul Curlandei și Semigaliei – entitate creată de germani în 1918, desprinsă din Imperiul Rus.
- Ducatul Baltic Unit – cuprindea Estonia și Letonia, sub influența aristocrației germane.
  - Ducatul Estoniei și Livoniei – format pe teritoriul actualelor Estonia și Letonia.
- Regatul Lituaniei – stat creat în 1918, condus de aristocrația germană sub tutela Imperiului German.
- Regatul Poloniei (1916–1918) – stat marionetă al Germaniei și Austro-Ungariei, condus de un Consiliu de Regență.
- Republica Populară Belarus – entitate efemeră din 1918, aflată sub influența germană.
- Republica Populară Ucraineană – recunoscută de Germania în Tratatul de la Brest-Litovsk (1918).
- Statul Ucrainean – condus de Hetmanul Pavlo Skoropadski, creat sub protectoratul german.
- Guvernul Regional Crimeean – guvern pro-german instalat în Crimeea în 1918.
- Republica Donului – teritoriu cazac sub influență germană.
- Republica Populară Kuban – stat cazac pro-german din sudul Rusiei.
- Republica Munților Caucazului de Nord – stat efemer pro-german în Caucaz.
- Republica Democrată Federativă Transcaucaziană – Germania a încercat să extindă influența sa prin misiunea Otto von Lossow.
- Republica Democrată Georgia – recunoscută de Germania prin Tratatul de la Poti (1918), devenind un protectorat german temporar.

### Dinastia Qing
Dinastia Qing (1644–1912) a exercitat suzeranitate asupra mai multor state și regiuni din Asia de Est și de Sud-Est, extinzând influența Chinei asupra unor teritorii aflate la granițele sale:
- Mongolia
- Tibet
- Coreea
- Vietnam
- Myanmar
- Thailanda

### Imperiul Japoniei
- Regatul Ryukyu
- Coreea

### Europa
- Controlul habsburgic, ca Împărat al Sfântului Imperiu Roman, asupra Liechtensteinului (1719–1918), anterior Schellenberg (1499–1719) și Comitatului Vaduz (1322–1719).
- Irlanda, sub controlul Marelui Rege al Irlandei.
- Piombino (Regatul celor Două Sicilii)[2].

### Indonesia
- Regatul Larantuka

### Africa
- Statul Liber Orange, sub control britanic (1854–1902).

## Suzeranitate în ficțiune
În Întoarcerea Regelui de J.R.R. Tolkien, Sauron propune condiții de capitulare care ar conferi Mordorului suzeranitate asupra Gondorului și Rohanului:
„ Gloata din Gondor și aliații săi rătăciți se vor retrage imediat dincolo de Anduin, jurând mai întâi că nu-l vor mai ataca niciodată pe Sauron cel Mare, pe față sau pe ascuns. ... La vest de Anduin, până la Munții Cețoși și Poarta Rohanului, teritoriul va fi tributary Mordorului, iar oamenii de acolo nu vor purta arme, dar vor avea permisiunea de a-și conduce singuri treburile. ”
În sezonul 7 al serialului Supernatural, Castiel dobândește temporar puteri asemănătoare celor ale unui zeu și preia controlul direct asupra Raiului. Ulterior, se întâlnește cu Regele Iadului, Crowley, pentru a-i propune un acord prin care Crowley își păstrează controlul asupra afacerilor interne ale Iadului, dar îi jură loialitate lui Castiel. De asemenea, Castiel îi cere lui Crowley să-i cedeze controlul asupra distribuției sufletelor între Rai și Iad, deoarece sufletele sunt o sursă de putere supranaturală necesară pentru menținerea dominației sale. Considerând că nu are de ales, Crowley acceptă imediat această înțelegere.